# Manfred Eitz
Manfred Eitz (* 19. Juli 1943) ist ein ehemaliger deutscher Fußballtorwart. Er spielte von 1968 bis 1971 für die Betriebssportgemeinschaft (BSG) Stahl Riesa in der DDR-Oberliga, der höchsten Spielklasse im DDR-Fußball.

## Sportliche Laufbahn
In der Saison 1966/67 gab der 23-jährige Torwart Manfred Eitz seinen Einstand im höherklassigen DDR-Fußball, als er mit der BSG Lokomotive Halberstadt in der zweitklassigen DDR-Liga alle 30 Ligaspiele bestritt. Da Aufsteiger Lok Halberstadt nach einer Spielzeit wieder absteigen musste, verbrachte Eitz die Saison 1967/68 in der Bezirksliga Magdeburg, verhalf der Mannschaft aber zum Bezirksmeistertitel. Da die BSG Lok aber in der Aufstiegsrunde zur DDR-Liga mit Platz vier unter fünf Mannschaften scheiterte, wechselte Eitz zur Saison 1968/69 zum Oberligisten Stahl Riesa.
Bei der BSG Stahl war Eitz bei drei Spielzeiten Stammtorhüter. In den in dieser Zeit ausgetragenen 78 Oberligaspielen stand er in 57 Begegnungen im Tor der Riesaer. Das Ende seiner Riesaer Karriere wurde am 18. Spieltag der Saison 1970/71 mit der Oberligabegegnung Stahl Riesa – 1. FC Magdeburg (2:2) eingeleitet. Mit zwei schweren Fehlern verhalf Eitz dem 1. FC zu einer zwischenzeitlichen 2:1-Führung und wurde zur Halbzeit von Trainer Karl Schäffner ausgewechselt. Nachdem Eitz auch für den Rest der Saison nicht wieder aufgestellt wurde, verließ er zum Saisonende Stahl Riesa und kehrte nach Halberstadt zurück.
Dort hatte sich die BSG Lokomotive mit der Armeesportgemeinschaft Vorwärts Halberstadt zusammengetan und trat als Spielgemeinschaft Lokomotive/Vorwärts Halberstadt auf. Die SpG. war gerade wieder in die DDR-Liga aufgestiegen, und von der Saison 1971/72 an verbrachte Eitz vier weitere Zweitligaspielzeiten in Halberstadt. In seiner ersten Saison musste er zunächst warten, bis Stammtorwart Hans-Werner Heine zum 1. FC Magdeburg wechselte und erst danach die restlichen elf Ligaspiele bestreiten konnte. In den Spielzeiten 1972/73 und 1973/74 war Eitz unangefochten Nummer eins im Tor der SpG. Er bestritt jeweils alle 22 Ligaspiele. In der Saison 1974/75, Eitz war nun 31 Jahre alt, wurde er nur noch in sieben Punktspielen der DDR-Liga aufgeboten. Am Saisonende stieg die Halberstädter Mannschaft wieder aus der DDR-Liga ab. Danach tauchte Eitz nicht mehr in den höheren Ligen auf, in denen er innerhalb von acht Spielzeiten 57 Spiele in der Oberliga und 92 DDR-Liga-Spiele bestritten hatte.